# Hugo I de Maine
Hugo I fue conde de Maine (900-933). Sucedió a su padre como conde de Maine alrededor del año 900.

## Biografía
Era hijo de Ragenoldo de Neustria, y Rotilde, hija de Carlos el Calvo. Sucedió a su padre en torno al año 900. Por un matrimonio de su hermana, de nombre desconocido, con Hugo el Grande en algún momento antes de 917 Hugo se convirtió en aliado de los robertinos poniendo fin a un largo período de hostilidad entre ellos. Alrededor del año 922, el rey Carlos el Simple retiró el beneficio de la abadía de Chelles a Rotilde, la madre de Hugo y suegra de Hugo el Grande, para confiársela a uno de sus favoritos, Hagano. El favoritismo mostrado a Hagano causó gran resentimiento y llevó, en parte, a una revuelta contra Carlos el Simple que colocó a Roberto I de Francia en el trono. Incluso después de la muerte de su hermana cuando Hugo el Grande se casó por segunda vez, permaneció fiel a los robertinos.

## Familia
De su esposa, no nombrada, muy probablemente una Rorgónida, tuvo:
- Hugo II de Maine (falleció antes de 991).[6]